# إدي كوكر
إدي كوكر (بالإنجليزية: Eddie Coker)‏ هو موسيقي أمريكي، ولد في 1 ديسمبر 1960.